# Муниципальный колледж Коконио
Муниципальный колледж Коконио (англ. Coconino Community College, CCC) ― муниципальный колледж округа Коконино, штат Аризона. Находится в городе Флагстафф. Количество студентов составляет примерно 7500 человек.

## История и описание
Первоначальное название учебного заведения ― «Муниципальный колледж округа Коконино». Был открыт 1 июля 1991 года в здании бывшего торгового центра на улице Форф-стрит. Первый занятия состоялись уже в конце августа того же года. 4 января 2002 года открылся кампус Лоунт-Три во Флагстаффе.
По состоянию на 2016 год колледж Коконио предлагает более 50 программ подготовки. Стипендии учащимся выплачивает фонд CCC Foundation. Главный кампус находится в городе Флагстафф. Другие кампусы находятся во Фредонии, Пейдже, Тьюба-Сити и Уильямсе (все ― штат Аризона). Колледж сотрудничает Университетом Северной Аризоны и с объединениями работодателей.

### CCC2NAU
Университет Северной Аризоны сотрудничает с колледжем Коконио, что позволяет студентам засчитывать некоторые пройденные ими в колледже дисциплины при поступлении в университет. Программа CCC2NAU стартовала в 2008 году, и по состоянию на январь 2017 года более 2600 студентов колледжа смогли продолжить обучение в университете.